# Kotiganahosur, Holenarsipur
Kotiganahosur là một làng thuộc tehsil Holenarsipur, huyện Hassan, bang Karnataka, Ấn Độ.